# Pedro Díaz Lobato
Pedro Díaz Lobato (Madrid, 31 maggio 1973) è un ex ciclista su strada spagnolo.

## Palmarès

### Strada
- 1997 (Dilettanti, una vittoria)

Trofeo Iberdrola
- 1999 (Fuenlabrada-Cafés Toscaf, una vittoria)

9ª tappa Vuelta a la Argentina (Concarán > San Luis)
- 2001 (Jazztel-Costa de Almería, una vittoria)

1ª tappa Vuelta a Andalucía (Cordova > Cordova)
- 2003 (Paternina-Costa de Almería, due vittorie)

18ª tappa Vuelta a España (Las Rozas de Madrid > Las Rozas de Madrid)
Memorial Manuel Galera

#### Altri successi
- 1998 (Dilettanti)

Memorial Valenciaga
- 2000 (Realx-Fuenlabrada)

Classifica traguardi volanti Vuelta a Castilla y León
- 2002 (Jazztel-Costa de Almería)

Classifica scalatori Vuelta a Andalucía
Classifica scalatori Clásica de Alcobendas

## Piazzamenti

### Grandi Giri
- Vuelta a España

1999: 44º
2000: 76º
2001: 122º
2003: 117º

### Competizioni mondiali
- Campionati del mondo

Verona 1999 - In linea Elite: ritirato